# The Cliff (edzőpálya)
A The Cliff sportpálya Salfordban, Angliában, az Irwell-folyó partján. 1933-ig az angol rögbi ligában szereplő Broughton Rangers hazai pályája volt, amit követően megvásárolta a Manchester United, hogy a csapat edzőpályája legyen. 1999-ig volt a csapat első számú edzőközpontja, mikor a Trafford Training Centre-be költöztek Carringtonban. Napjainkban is rendeznek itt mérkőzéseket az akadémia csapatainak.

## Története

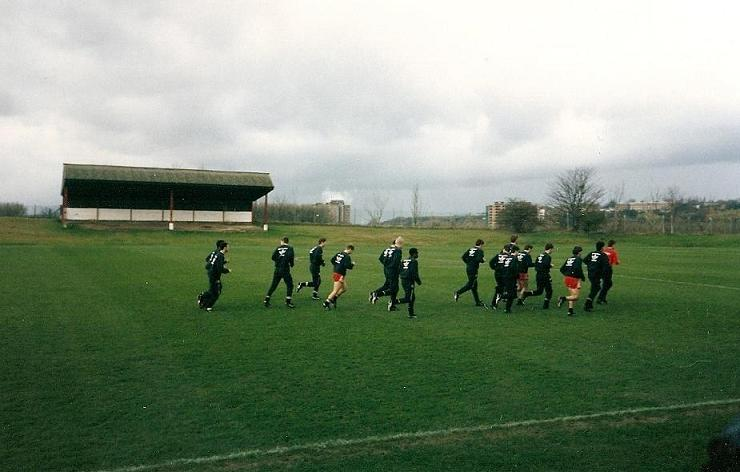
A United játékosai 1992-ben

1938 májusában a pálya területét a Manchester United elnöke, James W. Gibson kijelölte, mint lehetséges helyszín edzőmérkőzésekre és a Manchester United Junior Athletic Club mérkőzéseire. 1938 júniusára megszületett a megegyezés a pálya kibérléséről. A United 1951-ben vette meg véglegesen az edzőközpontot. Ennek ellenére a csapat az évtized végéig még az Old Trafford pályáján edzett, mikor úgy döntöttek, hogy a minimális károsodás elérése érdekében az edzéseket a The Cliff pályáin fogják tartani.
Nem sokkal a megvételt követően reflektorokat helyeztek a The Cliff pályája köré (amit az Old Traffordon nem tettek meg 1957-ig) és 1952-ben tartottak egy amatőr rögbi-mérkőzést. Ugyanebben az évben a Manchester United utánpótlás csapata először szerepelt az FA Youth Cup kiírásában. Az éjszaka játszott mérkőzéseket itt tartották, a második fordulóban a United utánpótlás csapata rekordnak számító 23–0-ra győzött a Nantwich Town ellen: David Pegg, John Doherty és Duncan Edwards öt, míg Eddie Lewis négy gólt szerzett.
A 20. század végén a Manchester United menedzsere Alex Ferguson úgy érezte, hogy a The Cliff túl nyitott volt a nyilvánosságnak és a sajtónak ahhoz, hogy le tudja folytatni edzéseit az első csapattal, hiszen újságírók és ellenfeles csapatok tagjai túl könnyen meg tudták szerezni taktikáit. Ezek mellett a rajongók órákig fenntartották a játékosokat aláírásokat kérve. Ezt követően döntött úgy a klub, hogy egy új edzőközpontot építenek fel Carringtonban.

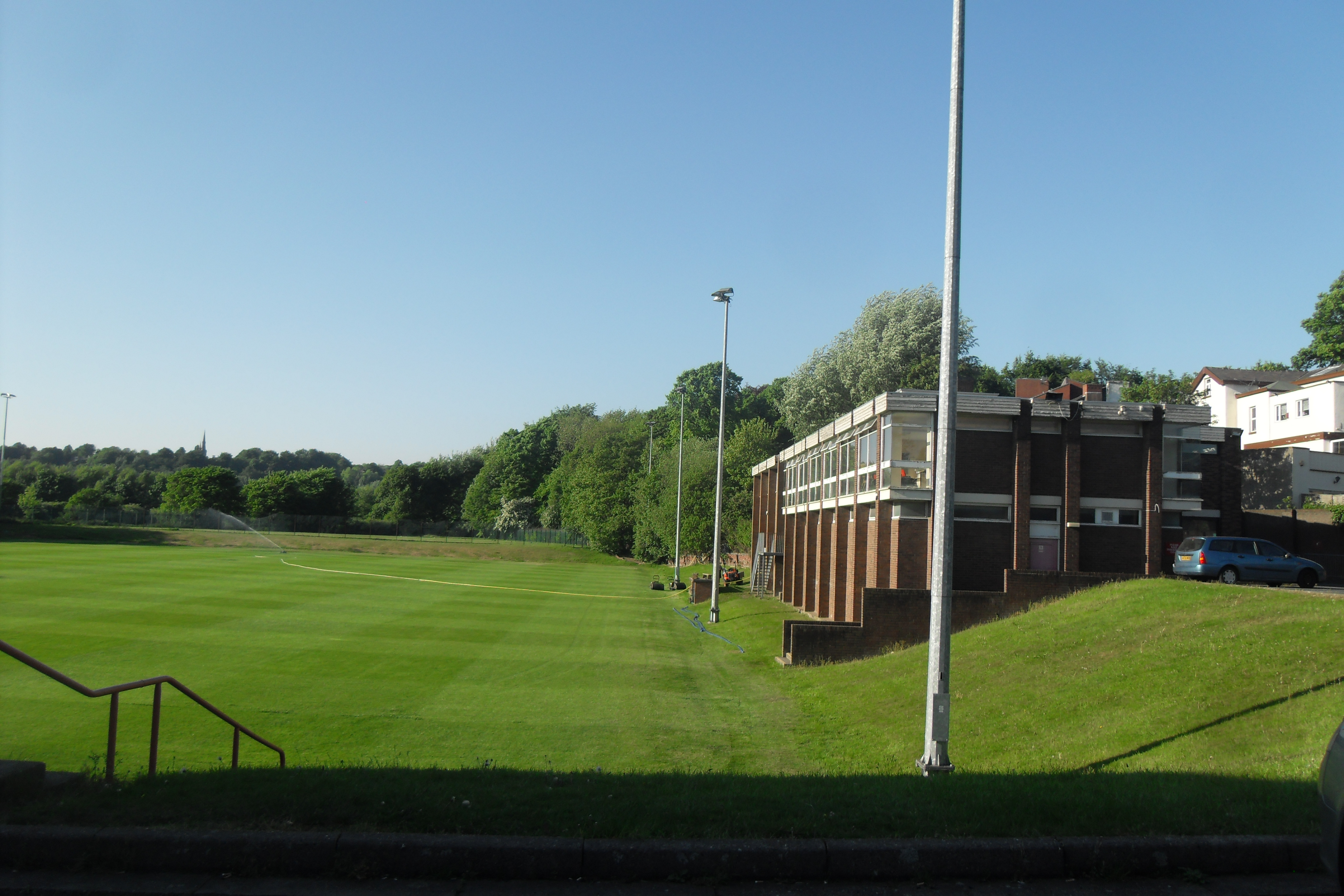
Az edzőpálya 2010-ben

2003-ban a Manchester United új, 16 méter magas reflektorokat akart elhelyezni a The Cliff köré, de ezt a helyi lakosok ellenezték. Az eredeti tervekben még 19 méter magas fények szerepeltek. A felnőtt és az utánpótlás csapatok edzéseit napjainkban már a Trafford Training Centre-ben rendezik, de a csapat lagfiatalabb játékosai esetekben még a The Cliffen edzenek. Az angol válogatott is használta edzésekre, mikor az Old Traffordon játszottak mérkőzéseket.
Mikor a 2018–2019-es szezon előtt újraalapították a United női csapatát, a Manchester United WFC-t, az eredeti tervek szerint itt edzett volna és játszotta volna mérkőzéseit a csapat. A felújítások elhúzódtak és az alapítása óta nem tudta elhagyni a Leigh Sports Village-et a csapat. Azt követően, hogy három évvel a bejelentés után semmit se fejlesztett a Manchester United az edzőpályán, Casey Stoney edző lemondott 2021 májusában.